# Dudley Senanayake
Pour les articles homonymes, voir Senanayake.
Dudley Senanayake (en cingalais ඩඩ්ලි ශෙල්ටන් සේනානායක, en tamoul டட்லி சேனநாயக்கா) est un homme politique srilankais. Il est Premier ministre de 1952 à 1953, en 1960 et de 1965 à 1970. 

## Biographie
Dudley est né le 19 juin 1911 en tant que fils aîné de Molly Dunuwila et de Don Stephen Senanayake, qui deviendra le premier Premier ministre de Ceylan et qui sera le fondateur de l'un des partis politiques les plus importants de la République du Sri Lanka, le Parti national uni, dont Dudley deviendra membre à vie.
Dudley fit ses études secondaires au prestigieux Saint Thomas' Collège à Mount Lavinia, où il a excellé dans ses études.
Il devint préfet en chef, capitaine de l'équipe de cricket de son université, et fit ses preuves en hockey, en boxe et en athlétisme. Senanayake se rendit ensuite au Corpus Christi College, l'un des 31 collèges de l'université de Cambridge au Royaume-Uni, pour suivre les cours de sciences naturelles et fut ensuite admis au Middle Temple en tant qu'avocat.

### Carrière politique
En rentrant au dominion de Ceylan en 1947, Dudley fut élu député au Parlement de Ceylan, tandis que son père Don Stephen Senanayake, était le 1er Premier ministre du Ceylan.
Lorsque son père mourut d'une crise cardiaque le 22 mars 1952, le gouverneur général de Ceylan, Herwald Ramsbotham 1er vicomte de Soulbury, choisira Dudley pour le remplacer au poste de Premier ministre, à la surprise générale et à la place de son cousin, John Kotelawala, qui deviendra par la suite le 3e Premier ministre du Sri Lanka,.
Une fois arrivé au pouvoir, il convoque les premières élections législatives du dominion de Ceylan, pour lesquelles, l'UNP gagna. Mais son gouvernement deviendra très vite impopulaire lorsqu'il décida de geler le prix du riz, et de couper toutes les subventions d'État. Dudley Senanayake démissionnera le 12 octobre 1953 après les grèves générales ceylanaises de 1953, et quittera la politique, après seulement un an et demi au pouvoir.
Il reviendra en 1957 lorsque l'UNP perdit les élections législatives de 1956. En mars 1960, l'UNP réussit à former un gouvernement et Senanayake redevient Premier ministre, mais la coalition se fragmente et il dut démissionné après seulement 4 mois. 
Senanayake a servi son plus long mandat comme premier ministre de mars 1965 à mai 1970. Son gouvernement se composait à l'origine de six autres partis et comprenait à la fois des nationalistes tamouls et cingalais. On attribue à son gouvernement le rétablissement de l'économie sri-lankaise. Lui et ses alliés ont été défaits aux élections de 1970. Il resta actif en politique jusqu'à sa mort, survenue après une longue maladie le 13 avril 1973.